# 烏丸冬光
烏丸 冬光（からすまる ふゆみつ）は、室町時代中期から後期にかけての公卿。 官位は正三位・権中納言。

## 生涯
文明5年（1473年）、日野勝光の四男として誕生。
明応4年（1495年）9月、冬光の兄・日野政資が死去すると、徳大寺実淳の次男である内光が政資の遺言に従って日野家の家督を継承した。だが、冬光も日野家の相続権を主張するなど、日野家中には大きな反発があったという。
永正5年（1508年）7月19日、参議となる。
永正13年（1516年）5月5日、死去。享年44。